# Gamagōri

Gamagōri (蒲郡市 Gamagōri-shi?) este un municipiu din Japonia, prefectura Aichi.(愛知)